# نيتروجين غير بروتيني

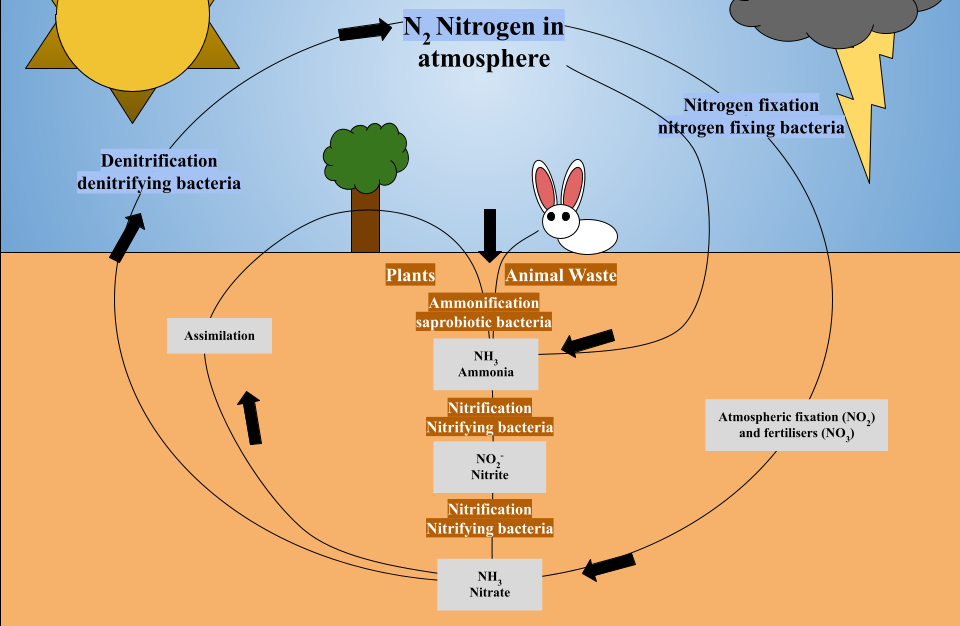
نسخة مبسطة من الدورة البيوكيميائية للنيتروجين مع وجود البكتيريا جنبًا إلى جنب مع العمليات التي تحولها عبر المواد الكيميائية.

النيتروجين غير البروتيني (بالإنجليزية: non-protein nitrogen NPN)‏ مصطلح يستخدم في مجال تغذية الحيوانات ليشير إلى مجموعة من العناصر مثل اليوريا والبيوريت والأمونيا مجتمعة، وهي ليست من البروتينات لكن يمكنها التحول إلى بروتينات بفضل الميكروبات الموجودة في معدة الحيوانات المجترة.
ونظراً لانخفاض تكاليف العناصر السابقة مقارنة بالبروتينات النباتية والحيوانية، يحقق إدخالها ضمن غذاء الحيوانات عائداً اقتصاديا بيد أن الإفراط في استخدامها قد يؤدي إلى انخفاض معدل نمو الحيوانات وربما للتسمم بالأمونيا (تحول الميكروبات النيتروجين غير البروتيني إلى أمونيا أولا ثم تستخدمها في تصنيع البروتين).
يمكن أيضاً استخدام النيتروجين غير البروتيني لرفع قيمة البروتين الخام صناعياً، والتي تقاس على أساس محتوى النيتروجين فيه، حيث تشكل نسبة النيتروجين في البروتين حوالي 16%. أما بالنسبة لليوريا مثلا، فيصل محتواها من النيتروجين حوالي 47%.
ويعد المصدر الرئيس للنتروجين غير البروتيني المواد المضافة للعلف، وفي بعض الأحيان تشكل فضلات الدجاج  والدبال (السماد الطبيعي من روث الماشية) مصدرا له.